# Finale de la Coupe des clubs champions européens 1978-1979
La finale de la Coupe des clubs champions européens 1978-1979 est remportée sur le score de 1-0 par l'équipe anglaise de Nottingham Forest, face au Malmö FF. Malmö devient le premier club suédois à atteindre la finale de la compétition.

## Parcours des finalistes
Note : dans les résultats ci-dessous, le score du finaliste est toujours donné en premier (D : domicile ; E : extérieur).
| Nottingham Forest  | Nottingham Forest | Nottingham Forest | Nottingham Forest |                     | Malmö FF       | Malmö FF | Malmö FF  | Malmö FF  | Malmö FF |
| ------------------ | ----------------- | ----------------- | ----------------- | ------------------- | -------------- | -------- | --------- | --------- | -------- |
| Adversaire         | Total             | Aller             | Retour            | Tour                | Adversaire     | Total    | Aller     | Retour    |          |
| Liverpool FC       | 2 - 0             | 2 - 0 (D)         | 0 - 0 (E)         | Seizième de finale  | AS Monaco      | 1 - 0    | 0 - 0 (D) | 1 - 0 (E) |          |
| AEK Athènes        | 7 - 2             | 2 - 1 (E)         | 5 - 1 (D)         | Huitièmes de finale | Dynamo Kiev    | 2 - 0    | 0 - 0 (E) | 2 - 0 (D) |          |
| Grasshopper Zurich | 5 - 2             | 4 - 1 (D)         | 1 - 1 (E)         | Quarts de finale    | Wisła Cracovie | 5 - 3    | 1 - 2 (E) | 4 - 1 (D) |          |
| FC Cologne         | 4 - 3             | 3 - 3 (D)         | 1 - 0 (E)         | Demi-finales        | Austria Vienne | 1 - 0    | 0 - 0 (E) | 1 - 0 (D) |          |

## Feuille de match
| 30 mai 1979 | Nottingham Forest | 1 – 0   | Malmö FF | Stade olympique de Munich                       |                                                 |
|             | Francis 45+1e     | (1 – 0) |          | Spectateurs : 57 500 Arbitrage : Erich Linemayr | Spectateurs : 57 500 Arbitrage : Erich Linemayr |
|             | Rapport           |         |          | Spectateurs : 57 500 Arbitrage : Erich Linemayr | Spectateurs : 57 500 Arbitrage : Erich Linemayr |

| Nottingham Forest | Malmö FF |

|               |    |                |  |
|               |    |                |  |
| G             | 1  | Peter Shilton  |  |
| DD            | 2  | Viv Anderson   |  |
| DG            | 3  | Frank Clark    |  |
| MC            | 4  | John McGovern  |  |
| DC            | 5  | Larry Lloyd    |  |
| DC            | 6  | Kenny Burns    |  |
| MD            | 7  | Trevor Francis |  |
| MC            | 8  | Ian Bowyer     |  |
| ATT           | 9  | Garry Birtles  |  |
| ATT           | 10 | Tony Woodcock  |  |
| MG            | 11 | John Robertson |  |
| Remplaçants : |    |                |  |
| G             |    | Chris Woods    |  |
| D             |    | David Needham  |  |
| M             |    | Martin O'Neill |  |
| M             |    | Archie Gemmill |  |
| ATT           |    | John O'Hare    |  |
| Entraineur :  |    |                |  |
| Brian Clough  |    |                |  |

|               |    |                    |  |     |
|               |    |                    |  |     |
| G             | 1  | Jan Möller         |  |     |
| DD            | 2  | Roland Andersson   |  |     |
| DG            | 3  | Ingemar Erlandsson |  |     |
| DC            | 4  | Kent Jönsson       |  |     |
| DC            | 5  | Magnus Andersson   |  |     |
| MC            | 6  | Staffan Tapper     |  | 34e |
| MC            | 7  | Anders Ljungberg   |  |     |
| MD            | 8  | Robert Prytz       |  |     |
| ATT           | 9  | Tommy Hansson      |  | 82e |
| ATT           | 10 | Tore Cervin        |  |     |
| MG            | 11 | Jan-Olov Kinnvall  |  |     |
| Remplaçants : |    |                    |  |     |
| D             | 12 | Mats Arvidsson     |  |     |
| ATT           | 13 | Tommy Andersson    |  | 82e |
| M             | 15 | Claes Malmberg     |  | 34e |
| G             | 16 | Arne Åkesson (no)  |  |     |
| Entraineur :  |    |                    |  |     |
| Bob Houghton  |    |                    |  |     |